# Maison de Milly
La maison de Milly est une famille noble française d'extraction féodale, originaire de Milly-sur-Thérain (Oise). C'est l'une des plus anciennes familles de Picardie. Certains des membres de cette famille s'installèrent en Terre Sainte avec la première croisade.
Guy de Milly reçut la seigneurie de Naplouse, et son fils Philippe de Milly l'échangea contre la seigneurie d'Outre-Jourdain, avant de devenir maître de l'Ordre du Temple.

La famille s'éteignit dès le Moyen Âge.

## Généalogie
- Guy de Milly, seigneur de Naplouse
- ép.1) Élisabeth
  - Guy Francigena, sénéchal de Jérusalem en 1164
- ép.2) Étiennette de Naplouse
  - Philippe de Milly, seigneur de Naplouse, puis d'Outre-Jourdain, marié à Isabelle
    - Rénier, seigneur de Montréal
    - Hélène, mariée à Gautier III Brisebarre, seigneur de Beyrouth
    - Étiennette, mariée à Onfroy III de Toron, à Miles de Plancy et à Renaud de Châtillon

  - Henry Bibalus, seigneur d'Arabia Petra, marié à Agnès Grenier, fille d'Eustache II Granier, comte de Sidon
    - Helvis de Milly, mariée à Adam III, seigneur de Bethsan
    - Étiennette de Milly, mariée à Guillaume Dorel, seigneur de Botron, puis à Hugues III Embriaco, seigneur du Gibelet
    - Agnès de Milly, mariée à Josselin III d'Édesse
    - Sibille de Milly, mariée à Eustache le Petit

## Autres membres
- Robert II de Milly, chambellan de Champagne et frère convers de l'ordre du Temple, qui participa à la Croisade du comte Henri Ier de Champagne en 1179, puis à la troisième croisade en 1189.
- Gui de Milly, fils du précédent, chambellan de Champagne.

## Héraldique
La Maison de Milly porte : De sable au chef d'argent.